# دنور تاون‌شیپ، شهرستان ریچلند ، ایلینوی
دنور تاون‌شیپ (به انگلیسی: Denver Township) یک منطقهٔ مسکونی در ایالات متحده آمریکا است که در شهرستان ریچلند، ایلینوی واقع شده‌است. دنور تاون‌شیپ ۱۴۶٫۰ متر بالاتر از سطح دریا واقع شده‌است.